# Тульская городская дума
Тульская городская Дума — представительный орган местного самоуправления Тулы.

## Правовое положение
Тульская городская Дума является постоянно действующим выборным представительным органом местного самоуправления муниципального образования город Тула, осуществляет власть городского самоуправления на основе Устава муниципального образования город Тула в пределах собственной компетенции. Срок полномочий депутатов Думы составляет пять лет (до 4 созыва Думы — четыре года). Обладает правами юридического лица.
Полномочия Тульской городской Думы определяются Федеральным законом от 06.10.2003 № 131-ФЗ «Об общих принципах организации местного самоуправления в Российской Федерации», иными федеральными законами и принимаемыми в соответствии с ними Уставом (Основным Законом) Тульской области и Уставом муниципального образования город Тула.
Организацию деятельности Думы, аппарата Думы осуществляет глава муниципального образования город Тула, исполняющий полномочия председателя Думы. Глава муниципального образования город Тула ведет заседания Думы и руководит работой Думы. Дума обладает правом законодательной инициативы. С 2024 года глава муниципального образования город Тула получил возможность осуществлять полномочия на непостоянной неоплачиваемой основе без отрыва от основного места работы. 
По отдельным направлениям своей деятельности Дума избирает из числа депутатов Думы постоянные комиссии для предварительного рассмотрения и подготовки вопросов, отнесенных к ведению Думы. Каждый депутат Думы, за исключением председателя Думы, заместителей председателя Думы, должен состоять в одной из постоянных комиссий Думы. Основной формой деятельности Думы являются заседания Думы, на которых решаются все вопросы, отнесенные к её компетенции. Дума проводит заседания: очередные, внеочередные, экстренные. Заседание Думы правомочно, если на нём присутствуют более половины (18 человек) от установленного законом числа депутатов и председатель Думы.

## Председатели городской Думы (Главы МО)
- Казаков Сергей Иванович (1997—2003 гг.)
- Самылин Олег Константинович (2003 - 2005 гг.)*
- Могильников Владимир Сергеевич (2005—2010 гг.)
- Толкачёва Алиса Евгеньевна (2010—2011 гг.)
- Авилов Евгений Васильевич (2011—2012 гг.)
- Прокопук Александр Евгеньевич (2012—2014 гг.)
- Цкипури Юрий Иванович (2014—2019 гг.)
- Слюсарева Ольга Анатольевна (2019 — 2024 гг.)
- Эрк Алексей Алоисович (2024 — н.в.)

*единственный председатель не глава МО.

## История
Первое заседание Тульской городской Думы, избранной в соответствии с «Городовым положением», состоялось 7 декабря 1870 года. Тульская городская Дума осудила Октябрьскую социалистическую революцию в столице. Городская Дума решила: «Ни этой власти, ни власти ленинцев не признавать и продолжать свою работу… до тех пор, пока вооруженная большевистская сила… не прервет этой работы». 5 марта того же года Дума была объявлена распущенной, а их помещения заняты вооруженным караулом. Вся полнота власти в городе перешла к Исполнительному комитету Тульского Совета рабочих и солдатских депутатов.
Правовая основа деятельности городских Советов была заложена Конституцией РСФСР 1918 года, в соответствии с которой они избирались из расчета один депутат от 1000 человек городского населения сроком на 3 месяца. Руководящую роль, в соответствии с Конституцией, осуществляла коммунистическая партия. В составе Тульского городского Совета было 218 коммунистов, что составляло 52 % от числа депутатов. В 1993 году постановлением главы администрации города Тулы в соответствии с указом Президента РФ от 9 октября 1993 года «О реформе представительных органов власти и органов местного самоуправления в Российской Федерации» деятельность Тульского городского Совета народных депутатов и его органов была приостановлена до избрания и начала работы новых представительных органов местного самоуправления, функции городского представительного органа временно возложены на администрацию города Тулы.
Уровень представительства в городской Думе I созыва составлял примерно 19 тысяч избирателей на один депутатский мандат. Дума избиралась сроком на 4 года в количестве 25 депутатов. 7 декабря 1997 года, победив на выборах во втором туре голосования, Главой города Тулы стал Сергей Иванович Казаков. Тульская городская Дума II созыва III созыва была избрана 30 октября 2005 года. На выборах 30 октября 2005 года Главой муниципального образования город Тула был избран Владимир Сергеевич Могильников. В связи с тем, что новой редакцией Устава города определена принципиально новая структура органов местного самоуправления, Дума III созыва начала свою деятельность с разработки Положения об условиях и порядке проведения конкурса на замещение должности главы администрации города. По итогам конкурса решением Думы главой администрации города был назначен Альберт Викторович Уколов. Тульская городская Дума IV, избранная 14 марта 2010 года во главе с Александром Евгеньевичем Прокопуком, функционировала до самороспуска 28 мая 2014 года в связи с объединением Тулы и Ленинского района. 14 сентября 2014 года прошли выборы депутатов Думы нового (V) созыва. В состав Тульской городской Думы вошли 35 депутатов. Председателем Думы и, соответственно, Главой муниципального образования город Тула был избран Юрий Иванович Цкипури. Он стал первым с 2010 года председателем Думы, отработавшим весь положенный срок. Важным достижением этого созыва стало укрепление сотрудничества с Тульской городской школьной Думой, органом ученического самоуправления Тулы. Было подписано соглашение о сотрудничестве. После прошедшего 8 сентября 2019 года Единого дня голосования был сформирован новый (VI) созыв Тульской городской Думы. Вместо Юрия Цкипури, избранного депутатом Тульской областной Думы, 27 сентября 2019 года Главой муниципального образования город Тула была избрана Олимпийская чемпионка Ольга Анатольевна Слюсарева. Число заместителей председателя Думы было увеличено до трёх.

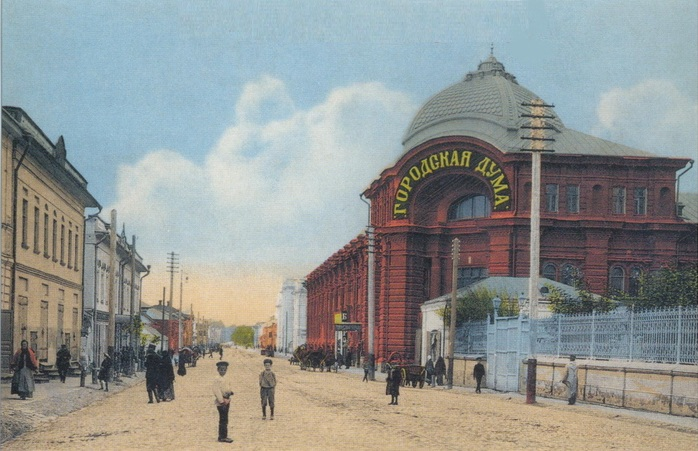
Городская Дума (фото 1912 года)
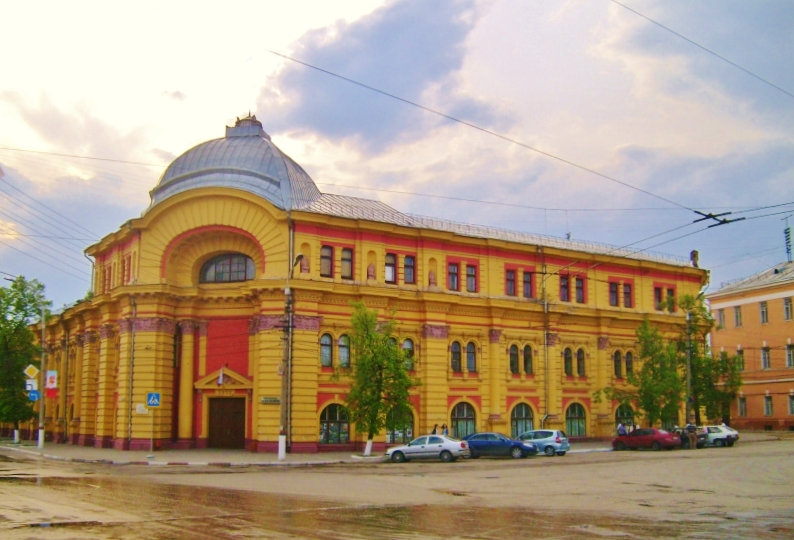
Городская Дума (ныне Дом детского и юношеского творчества)
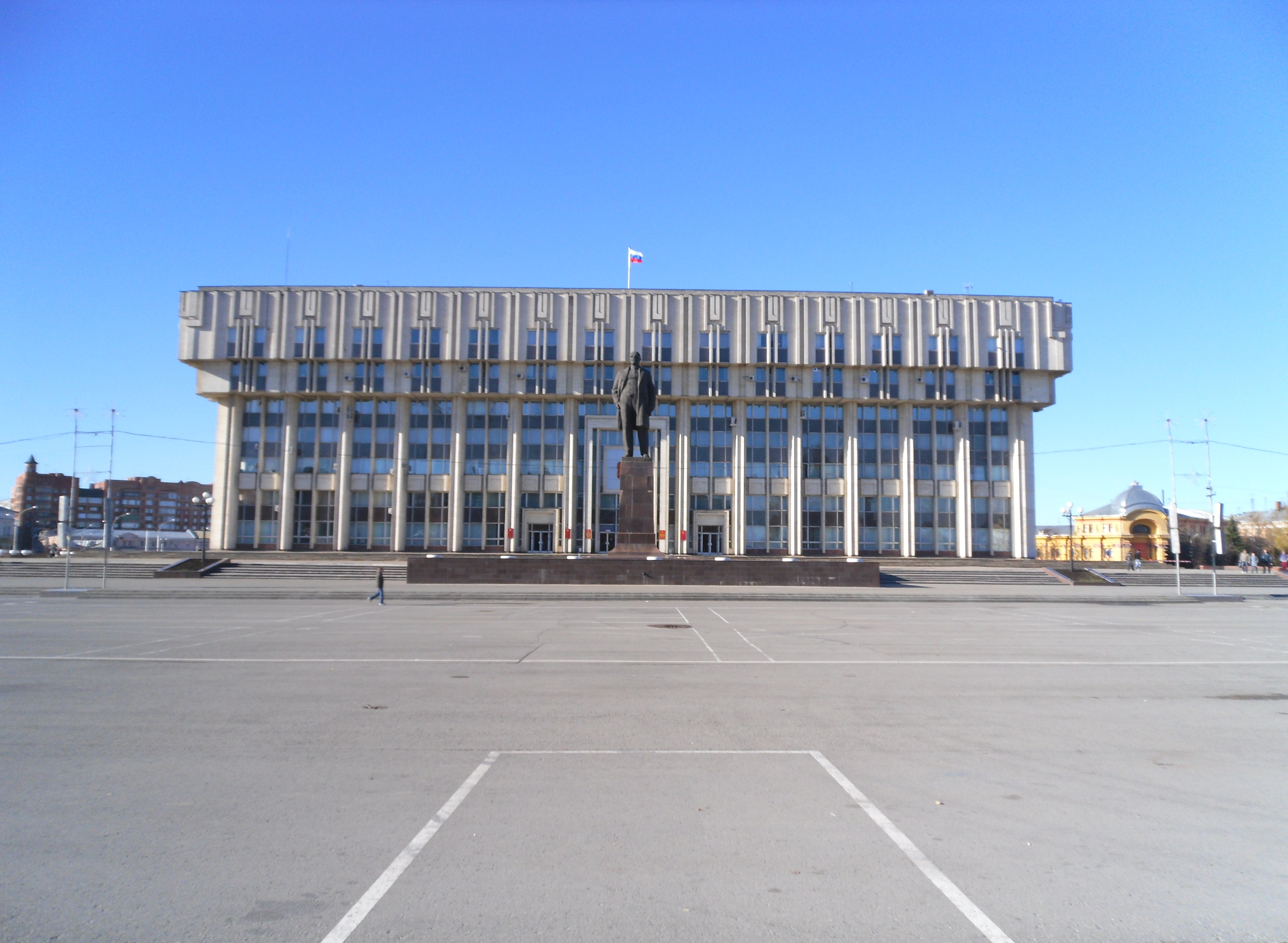
Тульский «Белый дом»